# LETRZ
LETRZ (uitspraak: letters) is een woordspel dat sinds 17 november 2014 als televisieprogramma op RTL 4 in de vroege ochtend en tussen de middag wordt uitgezonden en ook op RTL 8 rond middernacht. De presentatie is in handen van Jessica Mendels. Voordat het programma van start ging was het spel ook al als app te spelen op een smartphone of tablet en inmiddels is er ook een gezelschapsspel verkrijgbaar.

## Het spel

### Spelprincipe
Het spelprincipe van LETRZ is dat de kandidaten in een bepaald tijdsbestek zo veel mogelijk punten moeten verdienen door woorden te maken van tussen de 2 en de 14 letters. Voor deze te maken woorden, worden alvast twee letters gegeven en de woorden moeten gemaakt worden door voor, tussen en/of na die twee vaste letters, letters bij te vullen.
Voorbeeld
| . | . | . | . | . | S | . | . | R | . | . | . | . | . |

| . | . | . | P | A | S | S | E | R | . | . | . | . | . |

| . | . | . | . | . | S | I | G | A | R | E | N | . | . |

| G | E | D | I | S | T | I | L | L | E | E | R | D | E |

| . | B | R | I | E | S | . | . | R | . | . | . | . | . |

| . | . | R | O | T | S | B | L | O | K | K | E | N | R |

| P | O | S | T | O | R | D | E | R | B | E | D | R | I |

### Puntentelling
De puntentelling bij LETRZ is hetzelfde als bij het bekende Scrabble. Aan iedere letter zit een bepaalde waarde verbonden en door woorden te maken, worden er punten behaald. Degene die de meeste punten haalt, zal uiteindelijk winnen.
| Letter | Waarde |
| ------ | ------ |
| A      | 1      |
| B      | 3      |
| C      | 5      |
| D      | 2      |
| E      | 1      |
| F      | 4      |

| Letter | Waarde |
| ------ | ------ |
| G      | 3      |
| H      | 4      |
| I      | 1      |
| J      | 4      |
| K      | 3      |
| L      | 3      |

| Letter | Waarde |
| ------ | ------ |
| M      | 3      |
| N      | 1      |
| O      | 1      |
| P      | 3      |
| Q      | 10     |
| R      | 2      |

| Letter | Waarde |
| ------ | ------ |
| S      | 2      |
| T      | 2      |
| U      | 4      |
| V      | 4      |
| W      | 5      |
| X      | 8      |

| Letter | Waarde |
| ------ | ------ |
| Y      | 8      |
| Z      | 4      |

## De app
De app van LETRZ is beschikbaar voor Android en iOS en hiermee kan live meegespeeld worden met de tv-uitzendingen. Tevens kunnen de gebruikers via Facebook, Twitter en e-mail mensen uitnodigen voor een partij.

Anders dan het televisieprogramma bestaat de app uit slechts één spelronde. De beide spelers krijgen twee minuten de tijd om zo veel mogelijk punten te verdienen met het maken van woorden. Winnaar is degene die de meeste punten vergaart.

Door goed te presteren in het spel kunnen de spelers credits winnen, die in boosters omgezet kunnen worden. Dergelijke boosters kunnen een speler in het te spelen spel bijvoorbeeld extra punten of tijd opleveren.
Op 18 juli is een vernieuwde versie van de app uitgekomen, getiteld LETRZ 2.
In deze versie van de app is alles vernieuwd. Er is een nieuwe spelmodus bijgekomen om alleen te spelen. En een spelmodus om zelf letters te kiezen. Verder is de maximale woord lengte van 14 naar 12 teruggedrongen.

## Het televisieprogramma
Het televisieprogramma startte op 17 november 2014 en bestaat uit drie verschillende spelrondes en een finale voor de winnaar. In de eerste ronde krijgen de kandidaten twee minuten om achter elkaar door zo veel mogelijk punten te verdienen door woorden te maken met de twee vaste letters die al staan.

In de tweede ronde bepalen de kandidaten voor elkaar met welke twee letters ze gaan spelen. Er worden vijf mogelijke letters gegeven waarvan de ene kandidaat er drie moet weghalen. De andere kandidaat krijgt vervolgens 90 seconden om zo veel mogelijk punten te halen door woorden te maken met die twee overgebleven vaste letters. Daarna worden de rollen omgedraaid.

In de derde ronde krijgen de kandidaten om en om steeds acht seconden de tijd om een woord te maken met de twee gegeven letters. Na twee minuten wordt de eindstand opgemaakt en degene met de meeste punten speelt de finale.

In de finale krijgt de kandidaat met de meeste punten 90 seconden om 250 punten weg te spelen door zo veel mogelijk woorden te maken met de twee letters die gegeven worden. Lukt dit, wint hij een weekend voor twee personen in een Europese hoofdstad.

## Het gezelschapsspel
In het najaar van 2015 brengt King International een gezelschapsspel van LETRZ op de markt. Het spel wordt gespeeld met letterkaarten en een zandloper. Het spelprincipe is hetzelfde; zo veel mogelijk punten scoren door woorden te maken met letters die zo hoog mogelijke waarden hebben. Degene die de meeste punten haalt voordat de zandloper is doorgelopen, is de winnaar. Anders dan de app en het televisieprogramma kan het gezelschapsspel ook door meer dan twee spelers gespeeld worden.